# Śliz plamisty
Śliz plamisty (Triplophysa strauchii) – gatunek słodkowodnej ryby karpiokształtnej z rodziny Nemacheilidae.
Zamieszkuje strumienie i górskie rzeki zlewisk jezior takich jak: Bałchasz, Sasykköl, Ała-kol, Zajsan, czy Issyk-kul w Azji Środkowej oraz rzekę Tarym, przepływającą północnym skrajem pustyni Takla Makan. Ciało śliza plamistego jest długie, walcowate, głowa bocznie spłaszczona, skóra naga, pozbawiona łusek. Triplophysa strauchii osiąga do 25 cm długości ciała.
Podstawę pożywienia stanowią bezkręgowce wodne, głównie mięczaki wysysane ze skorupek, także ikra innych ryb. Ryba często pada ofiarą słodkowodnych drapieżnych ryb oraz wodnych węży, głównie zaskrońca rybołowa. Tarło przypada na okres od kwietnia do czerwca. Jednorazowo samica składa 9–60 jaj. Gatunek poławiany przez lokalną ludność dla smacznego mięsa.